# ニート (小説)
『ニート』は絲山秋子の短編小説、およびそれを表題作とする書籍。
『ニート』『ベルエポック』『2+1』『へたれ』『愛なんていらねー』の五篇からなる。

## ニート
かつてニートだった女流作家・「私」が、会社を辞め引き篭もりを続ける男・「キミ」のことを思い出し、彼のブログを見た事がきっかけで、自分が成り上がった証として、彼に金を貸すことを決意する。

## ベルエポック
健康でありながら突如心筋梗塞で死んだ男を弔うために、語り手は埼玉に行く。彼の婚約者（語り手が池袋の英語学校で知り合った友人）・みちかと、引越の準備をする。友人は三重の実家に戻ると言うが…。

## 2+1
『ニート』の続編。経済援助をしていた「キミ」がたったの1年で行き詰まった為、「私」は彼を居候させる。そして、「私」の絶交中のルームメートとの、3人の奇妙な共同生活が始まる。

## へたれ
叔母に育てられた優柔不断な男が、ホテルに就職後、女医と恋に落ちて遠距離恋愛をする事になる。

## 愛なんていらねー
ある大学教員の女と、かつて渡仏した、優秀な農業経済学徒であった刑務所帰りの男との、倒錯した性関係。スチャダラパーを聴きながらセリーヌを読んだらどうなるか、という試みで書かれた作品、と著者は『読書道』（著者の記事の外部リンク参照）で語る。最後に楽器屋で、男がピアノで弾く『ブギーバック』は、小沢健二とスチャダラパーの『今夜はブギー・バック』なのか、ロイ・エアーズの曲のことを指すのかは不明。